# Emoia arnoensis
Emoia arnoensis este o specie de șopârle din genul Emoia, familia Scincidae, descrisă de Walter Varian Brown și Marshall 1953. A fost clasificată de IUCN ca specie cu risc scăzut.

## Subspecii
Această specie cuprinde următoarele subspecii:
- E. a. naura
- E. a. arnoensis